# Jednolita Rada ds. Restrukturyzacji i Uporządkowanej Likwidacji
Jednolita Rada ds. Restrukturyzacji i Uporządkowanej Likwidacji – agencja Unii Europejskiej tworząca wraz z organami ds. restrukturyzacji i uporządkowanej likwidacji państw członkowskich uczestniczących w unii bankowej, Radą UE oraz Komisją jednolity mechanizm restrukturyzacji i uporządkowanej likwidacji instytucji kredytowych. 
Jednolita Rada sporządza plany restrukturyzacji i uporządkowanej likwidacji po konsultacji z EBC lub odpowiednimi właściwymi organami krajowymi i krajowymi organami ds. restrukturyzacji i uporządkowanej likwidacji.
Plan restrukturyzacji i uporządkowanej likwidacji określa warianty zastosowania instrumentów restrukturyzacji i uporządkowanej likwidacji oraz wykonania uprawnień w zakresie prowadzenia restrukturyzacji i uporządkowanej likwidacji